# Brohyttan
Brohyttan är en bebyggelse i Knista socken i Lekebergs kommun i Närke.  Från 2023 avgränsar SCB här en småort.